# Riitta Jallinoja
Riitta Inkeri Jallinoja, född Haantie 9 april 1943 i Tammerfors, är en finländsk sociolog. 
Jallinoja blev politices doktor 1983, docent i sociologi vid Helsingfors universitet 1986, erhöll en tidsbunden professur i familjesociologi där 1998, och blev professor i nämnda ämne vid nämnda universitet 2002. Utöver avhandlingen Suomalaisen naisasialiikkeen taistelukaudet (1983), som behandlar den finländska kvinnorörelsen, har hon bland annat familjesociologiska området skrivit bland annat Moderni aika (1991), Moderni säädyllisyys (1997) och Perheen aika (2000). Hon invaldes som ledamot av Finska Vetenskapsakademien 2001.